# Biskupice-Kolonia, West Pomeranian Voivodeship
Biskupice-Kolonia [biskuˈpit͡sɛ kɔˈlɔɲa] là một khu định cư ở khu hành chính của Gmina Biały Bór, thuộc hạt Szczecinek, West Pomeranian Voivodeship, ở phía tây bắc Ba Lan. Nó nằm khoảng 6 kilômét (4 mi) phía tây nam Biały Bór, 18 km (11 mi) về phía đông bắc của Szczecinek và 154 km (96 mi) về phía đông của thủ đô khu vực Szczecin.
Trước năm 1945, khu vực này là một phần của Đức. Đối với lịch sử của khu vực, xem Lịch sử của Pomerania.